# Litoria flavescens
Litoria flavescens es una especie de anfibio anuro de la familia Pelodryadidae.

## Distribución geográfica
Esta especie es endémica del Archipiélago de Entrecasteaux en Papúa Nueva Guinea. Habita en la isla Normanby.

## Publicación original
- Kraus & Allison, 2004 : Two New Treefrogs from Normanby Island, Papua New Guinea. Journal of Herpetology, vol. 38, n.º 2, p. 197–207.[5]